# Jim McManus (Schauspieler)
Jim McManus (* 19. Mai 1940 in Bristol; † 11. April 2023) war ein britischer Schauspieler.

## Leben und Karriere
Ab den späten 1950er-Jahren wirkte McManus an verschiedenen Theater-, Film- und Fernsehproduktionen mit. In den 1970er-Jahren trat er in drei Folgen des Doctor-Who-Serienstrangs The Invisible Enemy auf. Wiederkehrende Nebenrollen hatte er in den Serien Casting Off und Trouble in Mind, außerdem Gastauftritte in berühmten Serien wie Heartbeat, Only Fools and Horses..., Der Aufpasser, Die Füchse, Die Scharfschützen, Jim Bergerac ermittelt und EastEnders. Sein Schaffen umfasste mehr als 80 Film- und Fernsehproduktionen zwischen 1958 und 2014, wobei er in seinen Rollen vor der Kamera in der Regel nicht über Nebenrollen hinauskam.
McManus hatte einen kurzen Auftritt in der Rolle des Aberforth Dumbledore im fünften Harry-Potter-Film Harry Potter und der Orden des Phönix (2007). In dem achten Teil der Filmreihe, in dem Aberforth eine wichtigere Rolle einnimmt, wurde aber anstelle von McManus der bekanntere Schauspieler Ciarán Hinds besetzt.

## Filmografie (Auswahl)
- 1958: The Square Peg
- 1959: Verrat in Camp 127 (Danger Within)
- 1961: Der Tag, an dem die Erde Feuer fing (The Day the Earth Caught Fire)
- 1975: Die Legende vom Werwolf (Legend of the Werewolf)
- 1978: Sweeney 2
- 1979: Mord an der Themse (Murder by Decree)
- 2001: Das Herz kennt kein Gesetz (Lawless Heart)
- 2005: Beneath Still Waters
- 2007: Harry Potter und der Orden des Phönix (Harry Potter and the Order of the Phoenix)
- 2008: Easy Virtue – Eine unmoralische Ehefrau (Easy Virtue)
- 2014: Pride